# Fehret Hrustić
Fehret Hrustić (Avdibašići, Obodnica Donja, Tuzla, 22. listopada 1952. – Tuzla, 25. rujna 2017.), bh. znanstvenik, pisac, pjesnik, publicist Napisao je 26 knjiga, radio kao profesor, direktor Turističko – ugostiteljske škole u Tuzli, vlasnik privatne knjižarsko-izdavačke tvrtke, gradski vijećnik u općinskom vijeću Tuzla u dva mandata, te je radio kao pomoćnik direktora Centra za socijalni rad Tuzla. Radio kao odgojitelj u Domu za djecu bez roditelja. Novinar suradnik Dnevnog lista iz Mostara. Bio visoki stranački i gradski dužnosnik kao član SKJ, SDP BiH, Novog socijaldemokratskog pokreta, Stranke za Bosnu i Hercegovinu.